# 奈鲁普达蛛
奈鲁普达蛛（学名：Pseudamycus relucens）为跳蛛科普达蛛属的动物。在中国大陆，分布于香港等地。该物种的模式产地在香港。